# OK!!! C'MON CHABO!!!
『OK!!! C'MON CHABO!!!』（オーケー!!! カモン・チャボ!!!）は、日本のシンガーソングライター・仲井戸麗市のトリビュート・アルバム。2011年2月23日にmeldacより発売された。

## 背景・音楽性
仲井戸麗市の生誕60周年を記念したリスペクトアルバム。寺岡呼人が発起人となり、自身と同世代のアーティストに声をかけ制作された。仲井戸のソロの楽曲のほか、RCサクセションや古井戸の楽曲がカバーされている。
寺岡には、数年前から「チャボさんの還暦をみんなで祝いたい」という思いがあり、キース・リチャーズがプロデュースしたチャック・ベリーの還暦を祝うライブ『ヘイル! ヘイル! ロックンロール』のようなイベントの開催を構想していた。そのイベントが本アルバム制作のきっかけになったという。

## リリース・プロモーション
通常盤のみの1形態で発売。
本作のジャケットのデザインは藤川コウが担当。写真は仲井戸麗市の妻でもある写真家・おおくぼひさこによるものである。
本作発売の翌月である2011年3月5日、Zepp Tokyoで仲井戸の還暦を祝う音楽イベント『Yohito Teraoka Presents 「OK! C'MON CHABO!!!」 ～CHABO'S 60th Aniv.～』が開催された。寺岡呼人が主催者となり、同日Mr.Childrenとしてのライブがあった桜井和寿を除く本作に参加した全アーティストが出演したほか、MCは仲井戸の旧友である竹中直人が務めた。本イベントの模様は、同年8月3日に発売されたライブ・ビデオ『OK! Come On CHABO!!! on DVD』で映像化されたほか、同年6月4日にフジテレビNEXTで放送された特別番組『OK! C'MON CHABO!!! ～CHABO'S 60th Anniv.～』でも紹介された。
また、5月21日にはタワーレコード渋谷店B1 STAGE ONEで本作の発売記念トークイベントが開催され、寺岡と仲井戸が出演した。

## 収録曲
- 全作詞・作曲：仲井戸麗市（#1除く）

1. チャンスは今夜 / 奥田民生 [4:52]
  - 作詞・作曲：忌野清志郎・仲井戸麗市 / 編曲・プロデュース：奥田民生

RCサクセションのアルバム『BLUE』収録曲。
2. ギブソン (CHABO'S BLUES) / ザ・クロマニヨンズ [2:38]
RCサクセションのアルバム『MARVY』収録曲。
3. うぐいす / 斉藤和義 [3:38]
  - 編曲・プロデュース：斉藤和義

RCサクセションのアルバム『Baby a Go Go』収録曲。
4. ポスターカラー / TRICERATOPS [4:40]
  - 編曲・プロデュース：TRICERATOPS

古井戸のアルバム『オレンジ色のすけっち』収録曲。
5. ティーンエイジャー / 寺岡呼人 [4:35]
  - 編曲・プロデュース：寺岡呼人

ソロアルバム『THE 仲井戸麗市 BOOK』収録曲。
6. 月夜のハイウェイドライブ / 桜井和寿 (Mr.Children) [5:40]
  - 編曲・プロデュース：寺岡呼人

ソロアルバム『THE 仲井戸麗市 BOOK』収録曲。
レコーディングは、全演奏家がスタジオで一斉に演奏したものを録音する形態、通称「一発録り」で行なわれた[11][12]。
本作発売前年の2010年に開催された寺岡主催の音楽イベント『Golden Circle Vol.15』でも桜井は仲井戸と本楽曲を披露していた[13]ほか、桜井は同じく2010年にBank Bandとしてリリースしたアルバム『沿志奏逢3』でも同楽曲をカバーしている。
7. ホームタウン / さだまさよし（岡本定義 from COIL + 山崎まさよし） [5:04]
  - 編曲・プロデュース：さだまさよし（岡本定義 from COIL + 山崎まさよし）

ソロアルバム『絵』収録曲。
8. 唄 / 宮沢和史 (THE BOOM) [4:01]
  - 編曲・プロデュース：宮沢和史

ソロアルバム『PRESENT #2』収録曲。
9. 魔法を信じるかい? -Do You Believe Me Magic?- / Leyona [5:00]
  - 編曲・プロデュース：Leyona

ソロアルバム『PRESENT #2』収録曲。
10. ガルシアの風 / 浜崎貴司 (FLYING KIDS) [6:48]
  - 編曲・プロデュース：浜崎貴司

ソロアルバム『My R&R』収録曲。
11. 別人 / 吉井和哉 [3:34]
  - 編曲・プロデュース：吉井和哉

ソロアルバム『THE 仲井戸麗市 BOOK』収録曲。
12. さなえちゃん / 曽我部恵一 [3:52]
古井戸のアルバム『古井戸の世界』収録曲。
13. 慕情 / YO-KING [3:43]
ソロアルバム『絵』収録曲。

## 参加ミュージシャン
- 奥田民生：All Instruments & Vo. (#1)
- 甲本ヒロト：ボーカル (#2)
- 真島昌利：ギター (#2)
- 小林勝：ベース (#2)
- 桐田勝治：ドラム (#2)
- 斉藤和義：Vocal, Chorus, Acoustic Guitar, Electric Guitar, Electric Bass, Drums, Shaker, Tambourine, Harmonica (#3)
- 和田唱：Vocals, Guitars, Piano (#4)
- 林幸治：Bass (#4)
- 吉田佳史：Drums (#4)
- 成田昭彦：Drums (#5)
- 林由恭：Bass (#5)
- 伊東ミキオ：Piano (#5)
- 梅津和時：A. sax (#5)
- 寺岡呼人：AG, EG (#5)
- 桜井和寿：Vo / Ag (#6)
- 仲井戸麗市：Ag / Cho (#6)
- さだまさよし（岡本定義 from COIL + 山崎まさよし）：Vocal, Chorus, All instruments (#7)
- 宮沢和史：演奏、歌 (#8)
- Leyona：歌とギター・リズム (#9)
- エマーソン北村：オルガンとキーボード (#9)
- 浜崎貴司：歌と演奏 (#10)
- 吉井和哉：All Instruments, Vocals (#11)
- 曽我部恵一：歌とギター (#12)
- YO-KING：Vocal, Acoustic Guitar (#13)
- 奥野真哉：Acoustic Piano, Organ (#13)